# علم أمراض تجريبي
يشير مصطلح علم الأمراض التجريبي، الذي يُعرف أيضًا باسم علم الأمراض الاستقصائي، إلى الدراسة العلمية لعمليات الأمراض من خلال الفحص المجهري أو الجزيئي لـالأعضاء والأنسجة والخلايا أو سوائل الجسم من الكائنات الحية. ويرتبط ارتباطًا وثيقًا، سواء تاريخيًا أو في الأطر الأكاديمية المعاصرة، بالمجال الطبي لـعلم الأمراض.

## وصلات خارجية
- American Society for Investigative Pathology